# Jean Haagen
Jean Gustaf Haagen, (urspr. Nilsson), född 9 februari 1868 i Lund, död 12 oktober 1938 i Hedvig Eleonora församling i Stockholm, var en svensk porträttmålare. Han målade även landskapsmotiv.
Jean Haagen studerade vid Konstakademien i Stockholm 1893–1899 och började sedan med  porträttmåleri. Han var en skicklig kopist och fick beställningar bland annat från Vetenskapsakademien, Åbo slott och Franska Akademien.